# Poříčany

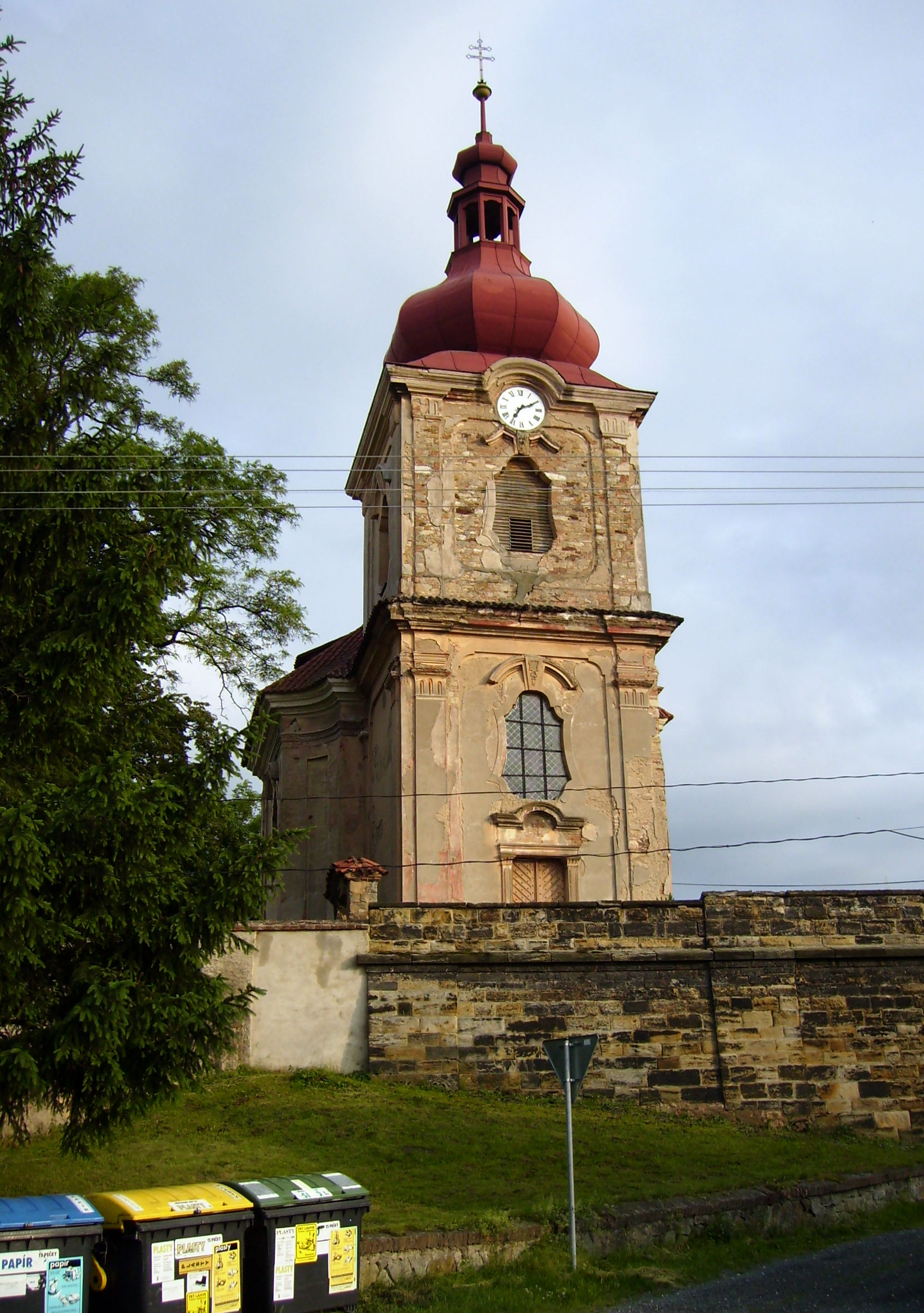
Kirche Mariä Wiegenfest

Poříčany (deutsch Poritschan, auch Porschitzan) ist eine Gemeinde in Tschechien. Sie liegt sechs Kilometer nordöstlich von Český Brod und gehört zum Okres Kolín.

## Geographie
Poříčany befindet sich in der Talmulde Šembera auf der Böhmischen Tafel. Südwestlich erhebt sich der Hügel Zálužník (Kaunitzberg; 285 m). Im Norden liegt der Kersko-Wald. Am dortigen Hügel Pískový vrch sowie östlich des Dorfes werden mehrere Sandgruben betrieben.
Nördlich des Ortes verläuft die Autobahn D 11/Europastraße 67, dort liegt auch die nächste Abfahrt 25 Sadská.
Nachbarorte sind Třebestovice und Vycherov im Nordosten, Milčice im Osten, Hořany und Žhery im Südosten, Klučov im Süden, Štolmíř im Südwesten, Kounice im Westen sowie Horky und Chrást im Nordwesten.

## Geschichte
Archäologische Funde belegen eine erste Besiedlung in der Jungsteinzeit hin. Seit dem 8. Jahrhundert bestand eine slawische Ansiedlung. Die erste schriftliche Erwähnung des Dorfes erfolgte im Jahre 1295. Seit dem 14. Jahrhundert ist eine Wehrkirche belegt, die 1358 zur Pfarrkirche erhoben wurde. Ebenso entstand eine Pfarrschule.
Das Gut gehörte 1414 der Familie von Olbramovice und ab 1430 dem Knappen Vochek von Poříčany. Dieser kämpfte 1547 an der Seite von Dionis Slavata von Chlum beim Ständeaufstand gegen die Habsburger. Ferdinand I. konfiszierte seinen Besitz und schlug Poříčany der Herrschaft Schwarzkosteletz zu. 1558 verkaufte der König die Herrschaft an Jaroslav Smiřický von Smiřice. 1626 verkaufte der Vormund von Jiří Smiřický, Albrecht von Waldstein die Herrschaft an Karl I. von Liechtenstein. Während des Dreißigjährigen Krieges blieb die Pfarrstelle in Poříčany unbesetzt und kam später in Wegfall. Anschließend brachen in der Gegend mehrere Bauernrevolten aus. 1680 belagerten Bauern das Kaunitzer Schloss und 1775 das in Schwarzkosteletz.
Die Kirche in Poříčany war in der ersten Hälfte des 18. Jahrhunderts sehr baufällig geworden. Maria Theresia von Savoyen, Prinzessin von Liechtenstein ließ das marode Bauwerk schließlich abbrechen und 1750 an ihrer Stelle eine neue Kirche errichten, anschließend um einen Pfarrhof erweitert wurde. Zum Ende des 18. Jahrhunderts bestand das bäuerliche Dorf aus 45 Häusern. Im Jahre 1840 hatte das Dorf 487 Einwohner. Der Bau der Kaiser Ferdinands-Nordbahn von Wien über Olmütz nach Prag brachten dem Dorf 1845 einen Anschluss an das Eisenbahnnetz. Poříčany wurde zu einem Umschlagplatz für landwirtschaftliche Produkte und vergrößerte sich.
Nach der Abschaffung der Untertänigkeit im Jahre 1848 ließ das Interesse der Liechtensteiner an dem Dorf immer mehr nach, das Kirchpatronat nahmen sie noch bis 1945 war. Ab 1850 bildete Poříčany eine Gemeinde im Bezirk Český Brod. 1865 wurde die Straße von Český Brod über Klučov und Poříčany nach Sadská errichtet. In dem zuvor bäuerlichen Ort entstanden zunehmend Handwerksbetriebe. Bis 1880 war die Einwohnerzahl auf 860 angewachsen. Nachdem sich die Einwohnerzahl immer mehr der 1000 näherte, berieten 1882 die Gemeindevertreter über eine Erhebung zur Marktgemeinde, ein Beschluss dazu wurde aber nicht gefasst. 1882 errichteten die Böhmischen Commercialbahnen die Lokalbahn von Poříčany nach Nymburk, die dann noch bis Bakov nad Jizerou und Jičín fortgeführt wurde.
Die Station Poříčany an der Hauptstrecke der Staatsbahn von Prag über Pardubitz nach Wien wurde im Jahre 1900 zu einem Bahnhof ausgebaut. Auch im 20. Jahrhundert setzte sich das Wachstum fort, allein zwischen 1922 und 1930 entstanden 100 Einfamilienhäuser. 1910 wurde der neue Friedhof an der Straße nach Hořany angelegt.
Zwischen 1953 und 1963 erfolgte die Elektrifizierung der Haupteisenbahnstrecke. 1961 kam die Gemeinde zum Okres Nymburk und seit 1996 gehört sie zum Okres Kolín. 1991 lebten in Poříčany 1271 Menschen. Im Jahre 2000 wurde der Bahnhof renoviert. Seit 2007 wird Poříčany von der Esko Prag mit den Strecken S1 Praha Masarykovo nádraží–Kolín und S12 Poříčany–Nymburk angefahren.

## Gemeindegliederung
Für die Gemeinde Poříčany sind keine Ortsteile ausgewiesen. Zu Poříčany gehört die Ortslage Černá Obora.

## Sehenswürdigkeiten
- barocke Kirche Mariä Wiegenfest, erbaut 1750 anstelle eines Vorgängerbaus
- historisches Gut